# 無尽会社
無尽会社（むじんがいしゃ、無盡會社）とは、一定の口数と給付金額とを定め、定期的に掛け金を払い込ませて、一口ごとに抽せん、入札その他これに準ずる方法により掛金者に対して金銭以外の財産の給付をすること（物品無尽）を業として行う株式会社をいう。無尽業法（昭和6年法律第42号）を参照。

## 概要
無尽業法では、物品無尽を行なう無尽会社にしか規制がなく、営業としての金銭無尽はいわゆる相互掛金として銀行法により銀行業として規制されている。ただし旧：相互銀行法廃止以降、2025年4月現在において新規に相互掛金を扱う銀行は無い。

### 設立
無尽業法上、物品無尽を行う者は、資本金が5000万円以上の株式会社であって、内閣総理大臣の免許を受けた者でなければならない、とされている。また、その会社の商号の中には、必ず「無尽」の文字と、主たる給付目的財産の種類を示す文字を入れなければならない。

### 小切手法
なお、無尽会社については、小切手法（昭和8年法律第57号）上、銀行と同視される（すなわち、小切手金の支払人たる資格を有することとなる）。ただし、無尽業法上、無尽会社は金銭無尽が禁止されているため、物品無尽を利用して支払がなされる。

### 監督
法律上、半年決算が義務付けられている会社としては、現存する唯一の会社形態である。他に半年決算義務のある信託会社は、すべてが信託銀行に転換したため、現在は存在しない。

（参考）
- 新・信託業法の施行により、信託会社は一年決算に変更された。
- 成立した会社法整備法により、一年決算に変更される。2006年5月1日施行。2007年4月1日以降開始年度から適用となる。
- 同様に半年決算義務のある担保付信託会社は、1905年以来、1社も成立していない。こちらは決算期の定めを省令で規定しているので未定。

2006年2月25日現在の金融庁に寄せられたパブリックコメントに対する回答によれば、そのまま残る。
公布された改正によるとそのまま残った。
その後一年決算に改正された。
- なお、普通銀行は、1982年より半年決算義務がなくなった。

## 歴史
昭和20年代では、無尽会社は多数存在したが、1951年の相互銀行法（昭和26年法律第199号。現在は廃止されている）の制定に伴い、無尽会社ではこれまで可能だった金銭無尽が禁止され、住宅無尽会社を除く全ての無尽会社が相互銀行（現在の「第二地方銀行」）に転換した。現在営業している無尽会社は、東京都・神奈川県・千葉県・埼玉県・茨城県・山梨県を対象に土地や建物の給付を行う三菱UFJ銀行系列の「日本住宅無尽株式会社」のみである。